# Casa do Artesão de Campo Grande

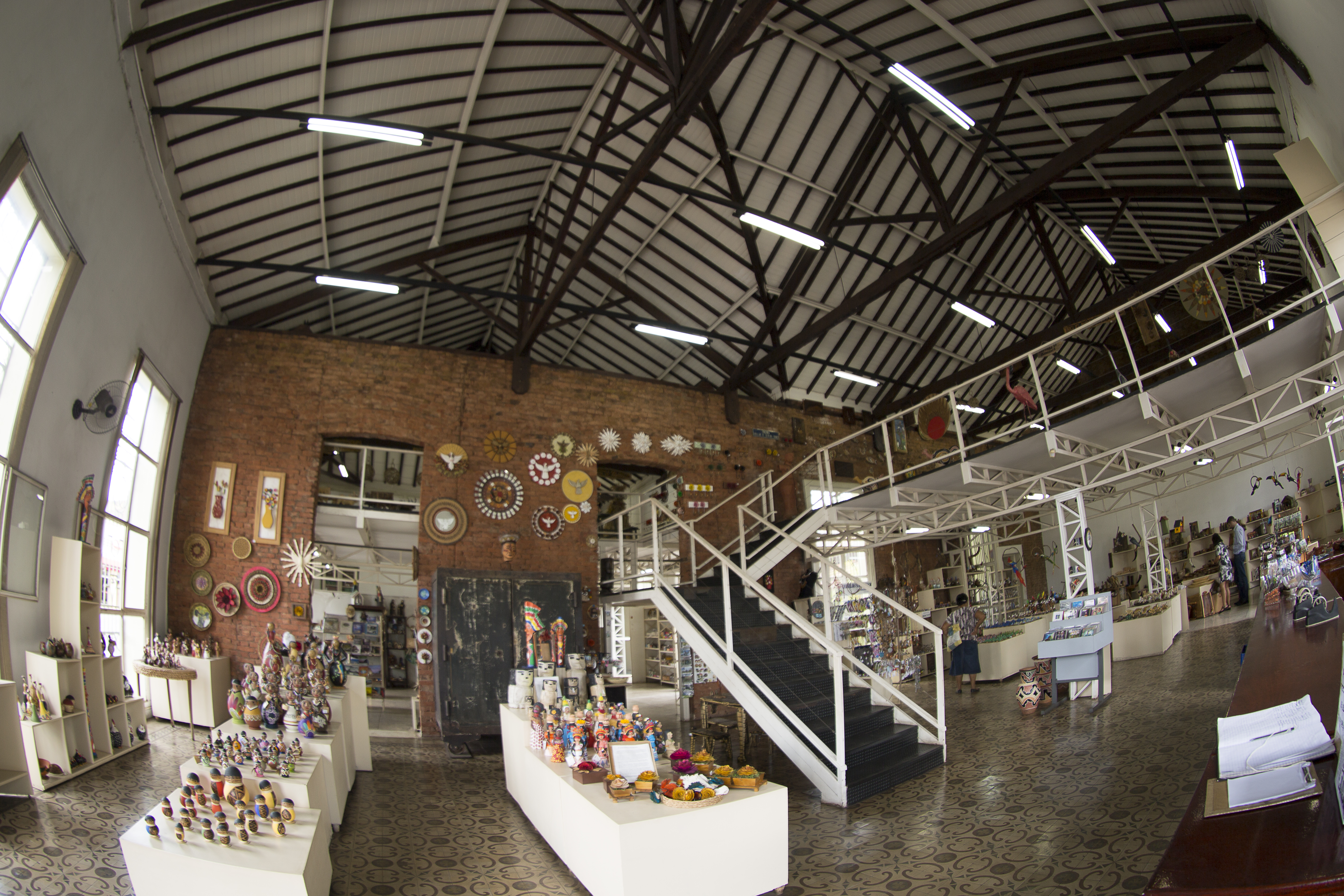
Saguão principal da Casa do Artesão de Campo Grande

A Casa do Artesão de Campo Grande é um centro de divulgação e comercialização do artesanato regional do estado do Mato Grosso do Sul, Brasil, localizado na capital  Campo Grande. Foi inaugurada no ano de 1975. O prédio centenário que abriga a Casa do Artesão foi tombado como patrimônio histórico estadual em 1994. Além de ser ponto de referência para a arte regional, o centro é também um ponto turístico da cidade. Seu funcionamento é ligado à Fundação de Cultura do Mato Grosso do Sul (FCMS).
No ano de 2019 abrigou a exposição da Semana do Patrimônio Cultural Indígena do estado.

## Descrição
Em Campo Grande, a Casa do Artesão localiza-se no centro da cidade, no cruzamento da Avenida Afonso Pena com a Rua Calógeras. Tem como finalidade a divulgação e comercialização do artesanato regional.
A Casa do Artesão expõe e vende mais de 4 mil peças de artesanato que fazem referência à cultura sul-mato-grossense e dos povos indígenas da região, bem como, ao Pantanal e ao Cerrado, biomas predominantes do estado do Mato Grosso do Sul. As peças são provenientes de mais de 700 artesãos e feitas de variados tipos de matéria-prima como argila, massa de modelar, madeira, fibras, vidro e cerâmica. Além dessa variedade, lá podem ser encontrados trabalhos referenciais de artistas de grande importância para a arte regional.
A arquitetura do prédio da Casa do Artesão de Campo Grande reflete o estilo do ecletismo. Além da exposição dos artesanatos e da arquitetura eclética, o antigo cofre no porão do prédio também é atração turística. Antes de se tornar a Casa do Artesão, o prédio centenário sediou a 1ª agência do Banco do Brasil em Campo Grande.

### Artesanatos

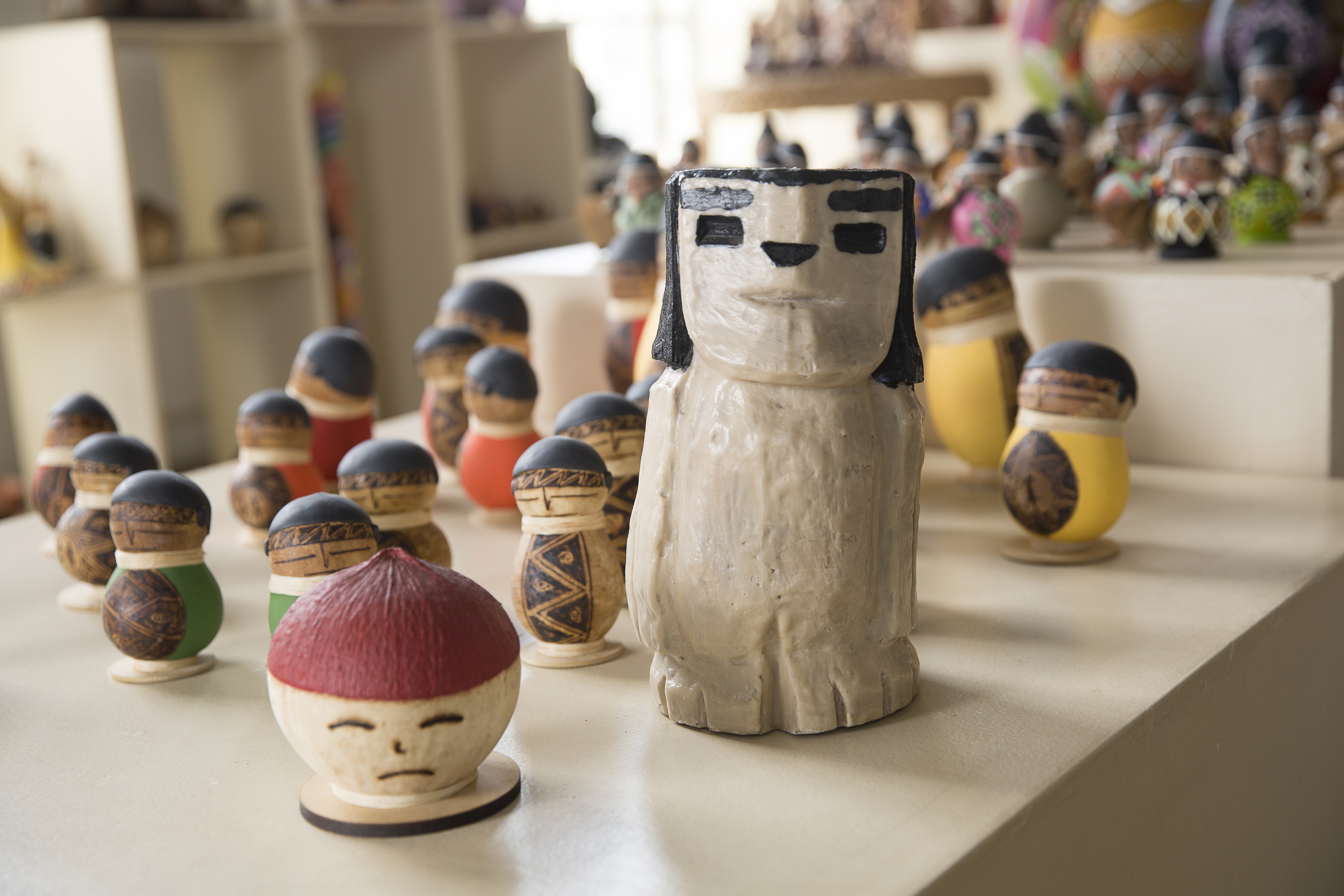
Esculturas dos "Bugres"

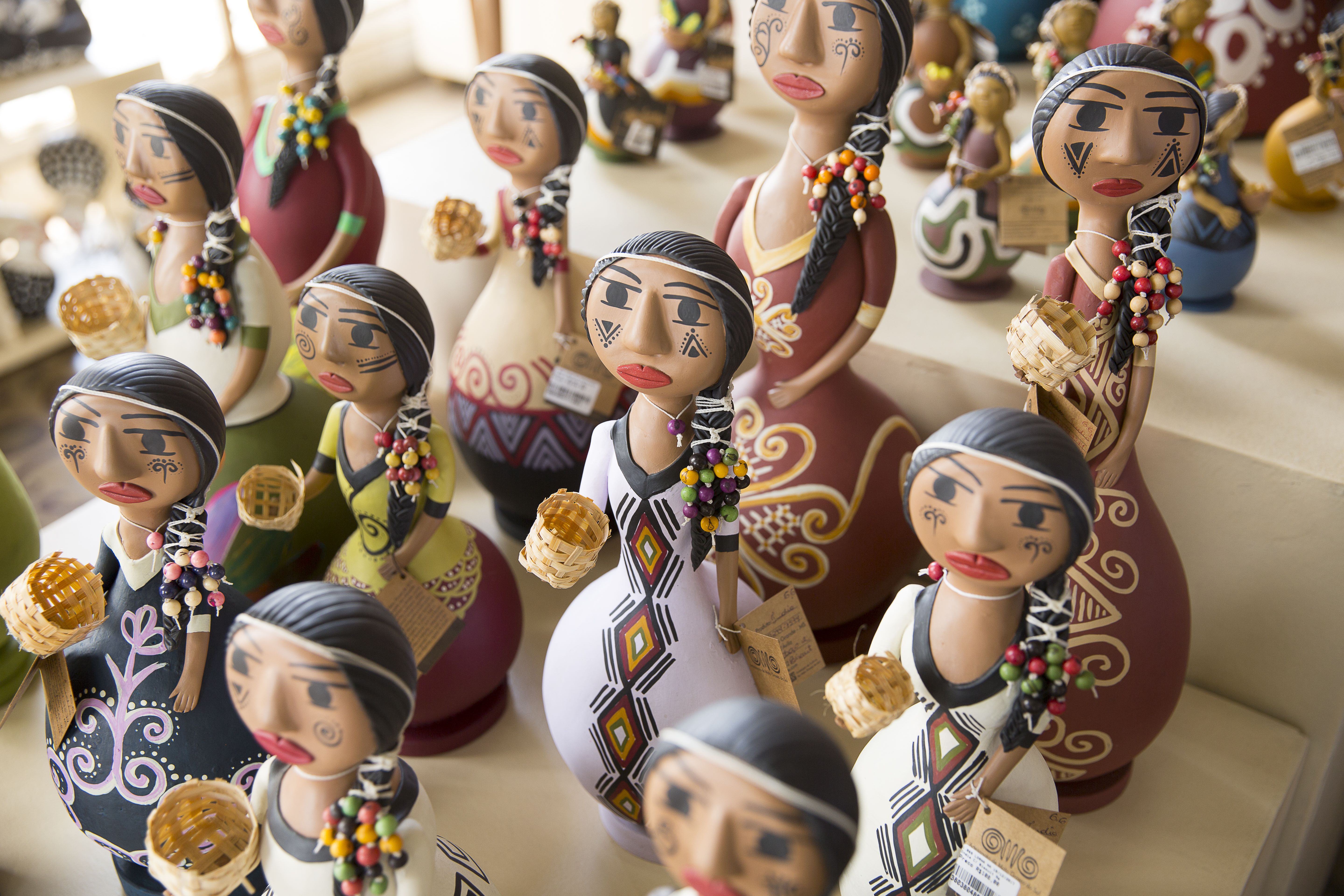
Esculturas das "Índias"

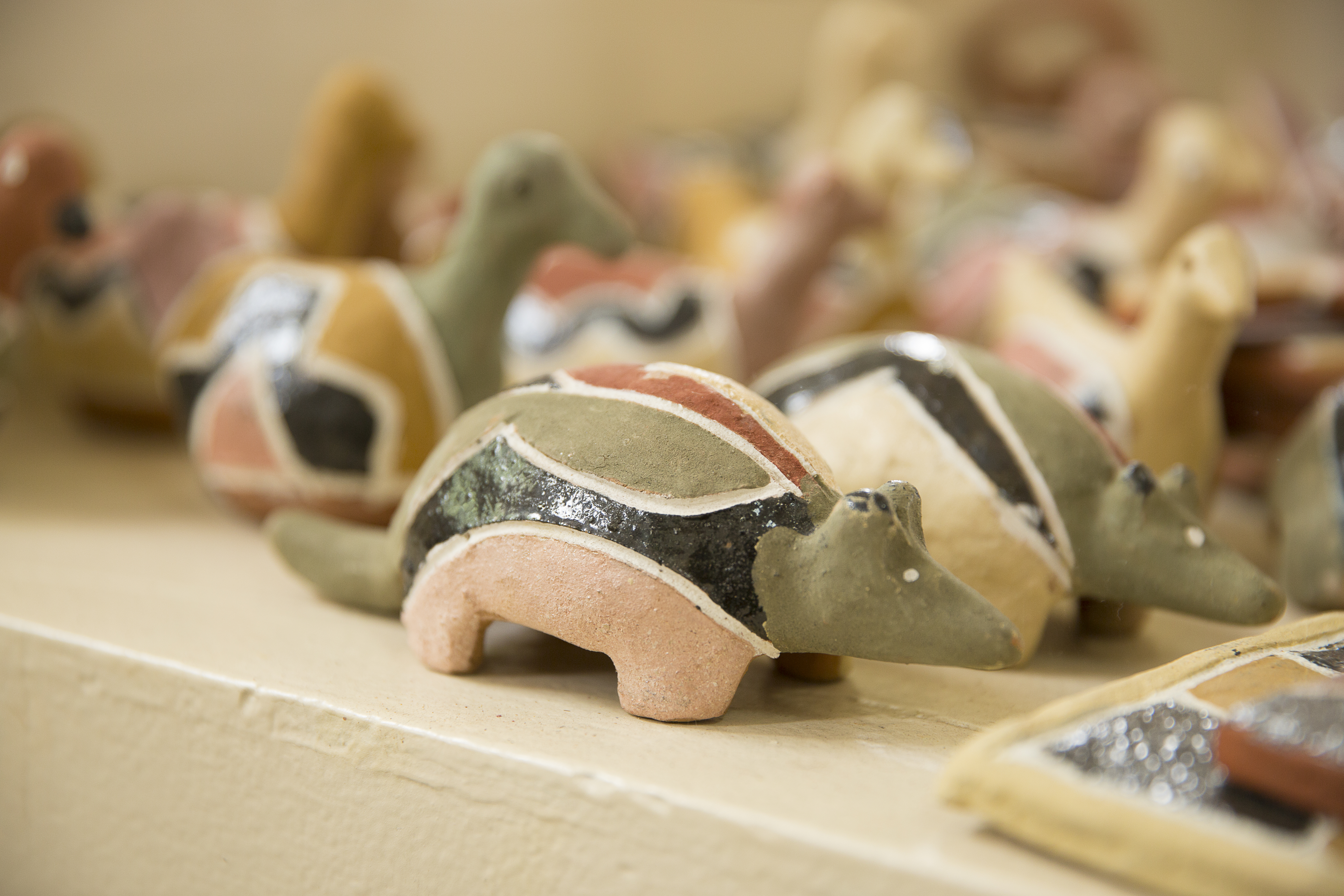
Cerâmicas Kadiwéu

## História

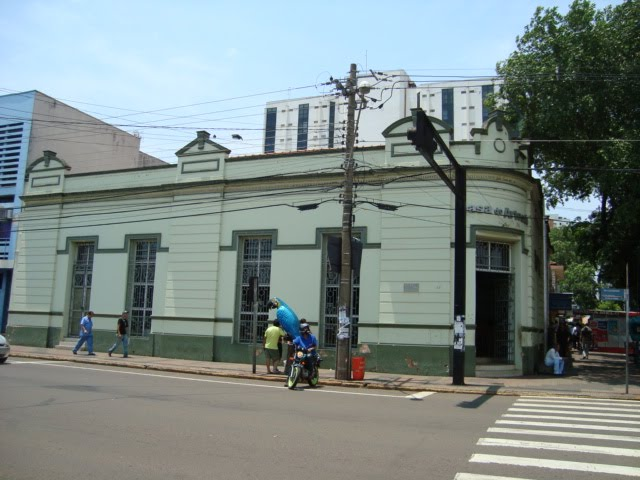
Fachada da Casa do Artesão de Campo Grande

O prédio que abriga a Casa do Artesão foi construído entre os anos de 1918 e 1923 para ser residência e comércio. Sua construção se deu após a chegada da Estrada de Ferro Noroeste à cidade de Campo Grande e seu estilo arquitetônico é pautado pelo ecletismo. O engenheiro responsável foi Camilo Boni.
Em 2 de dezembro de 1924, o prédio passou a sediar a 1ª agência do Banco do Brasil em Campo Grande.
De 1938 a 1974, o imóvel foi ocupado pela Recebedoria de Rendas do Estado.
No dia 1 de setembro de 1975, a Casa do Artesão foi inaugurada pelo governo de Garcia Neto.
Em setembro 1990, o prédio teve fachada totalmente restaurada e, em 1994, foi tombado pelo Decreto estadual nº. 7.863/94, sendo considerado monumento histórico do patrimônio cultural de Mato Grosso do Sul.
Em 2015, o prédio sofria com a omissão do poder público, com muito tempo sem revitalização. Em 2017, o prédio completou 15 anos sem reformas e apresentava problemas estruturais que prejudicavam seu funcionamento. Projetos de revitalização foram apresentados entre os anos de 2017 e 2021, mas não se concretizaram.